# Boldklubben Frem
Il Boldklubben Frem, meglio noto come BK Frem è una delle squadre di calcio di Copenaghen, in Danimarca. Milita in 2. Division, la terza divisione del campionato danese di calcio.

## Storia
Fondato il 17 luglio 1886 come Fremskridtsklubbens Cricketklub, cambiò nome solo dopo un anno, nel 1887, assumendo la denominazione attuale. Il suo periodo d'oro risale agli anni trenta e quaranta, quando vinse diversi titoli nazionali, l'ultimo dei quali nel 1944. Il suo giocatore più famoso è senz'altro John Hansen, che, dopo l'exploit danese alle Olimpiadi di Londra del 1948 (medaglia di bronzo), venne ceduto alla Juventus. 
Vanta in bacheca sei campionati danesi e due Coppe di Danimarca. Il club rimase nella massima serie danese fino al 1993, quando venne retrocesso nella Danmarksserien per bancarotta. Il Valby Idrætspark, che ospita le partite interne della squadra, ha una capienza di 12 000 spettatori. 

## Palmarès

### Competizioni nazionali
- Campionato danese: 6

1923, 1931, 1933, 1936, 1941, 1944
- Coppa di Danimarca: 2

1956, 1978
- 1. Division: 2

1963, 1982
- 2. Division: 1

1997

### Competizioni internazionali
- Coppa Intertoto: 2

1969, 1977

### Altri piazzamenti
- Campionato danese:

Secondo posto: 1947-1948, 1958, 1966, 1967, 1976
Terzo posto: 1954-1955, 1956-1957, 1968, 1971, 1991-1992
- Coppa di Danimarca:

Finalista: 1969, 1971, 1981
Semifinalista: 1960-1961